# Список наград и номинаций Деми Мур
Деми́ Му́р (англ. Demi Moore) — американская актриса, режиссёр и продюсер, получившая различные награды и номинации за свою карьеру, включая премии «Золотой глобус», «Выбор критиков», премию Гильдии киноактёров США и «Независимый дух», а также была номинирована на премию «Оскар», BAFTA, премию Гильдии режиссёров Америки и премию «Эмми».
Мур дебютировала в кино в научно-фантастическом фильме ужасов «Паразит» 1982 года, а затем снималась в мыльной опере «Главный госпиталь» (1982–1984) и была недолговечным членом группы актёров «Brat Pack», сыграв роли в фильмах «Во всём виноват Рио» 1984 года, «Огни святого Эльма» 1985 года и «Что случилось прошлой ночью» 1986 года. Её роль Молли Дженсен в романтическом фэнтезийном триллере «Привидение» 1990 года принесла ей похвалу; она была номинирована на премию «Золотой глобус» за лучшую женскую роль — комедия или мюзикл и получила премию «Сатурн» за лучшую женскую роль.
За свои работы в фильмах «Несколько хороших парней» 1992 года, «Непристойное предложение» 1993 года, эротическом триллере «Разоблачение» 1994 года, романтической драме «Алая буква» 1995 года, боевике «Солдат Джейн» 1997 года и «Ангелы Чарли: Только вперёд» 2003 года Мур получила в общей сложности девять номинаций на премию MTV Movie & TV Awards, выиграв в 1994 году за лучший поцелуй.
Мур привлекла внимание критиков благодаря своей роли в телевизионном фильме HBO «Если бы стены могли говорить» 1996 года, который она также спродюсировала. Она была номинирована на премию «Золотой глобус» за лучшую женскую роль — мини-сериал или телефильм и премию «Эмми» за лучший телевизионный фильм.
В составе актёрского ансамбля в драме «Бобби» 2006 года и финансовом триллере «Предел риска» 2011 года она получила различные награды: за «Бобби» была номинирована на «Выбор критиков» за лучший актёрский ансамбль и премию Гильдии киноактёров США за лучший актёрский состав в игровом кино, а за «Предел риска» получила почётную премию Роберта Олтмана на премии «Независимый дух».
Деми Мур дебютировала в качестве режиссёра с комедийно-драматическим телефильме-антологии «Пять» 2011 года, за который была номинирована на премию Гильдии режиссёров Америки за выдающуюся режиссуру в мини-сериале или телевизионном фильме.
За роль в фильме «Субстанция» 2024 года Мур получила премию «Золотой глобус» за лучшую женскую роль — комедия или мюзикл, «Выбор критиков» в номинации «Лучшая женская роль», премию Гильдии киноактёров США за лучшую женскую роль и была номинирована на премию «Оскар» за лучшую женскую роль, BAFTA за лучшую женскую роль и премию «Независимый дух» за лучшую главную роль.

## Основные премии

### ПремияАмериканской академии кинематографических искусств и наук
| Год  | Номинация           | Работа     | Результат | Ист.   |
| ---- | ------------------- | ---------- | --------- | ------ |
| 2025 | Лучшая женская роль | Субстанция | Номинация | [ 18 ] |

### Премия Британской Академии в области кино
| Год  | Номинация           | Работа     | Результат | Ист.   |
| ---- | ------------------- | ---------- | --------- | ------ |
| 2025 | Лучшая женская роль | Субстанция | Номинация | [ 19 ] |

### Премия «Выбор критиков»
| Год  | Номинация                 | Работа     | Результат | Ист.   |
| ---- | ------------------------- | ---------- | --------- | ------ |
| 2007 | Лучший актёрский ансамбль | Бобби      | Номинация | [ 13 ] |
| 2025 | Лучшая женская роль       | Субстанция | Победа    | [ 20 ] |

### Премия «Эмми»
| Год  | Номинация        | Работа                       | Результат | Ист.   |
| ---- | ---------------- | ---------------------------- | --------- | ------ |
| 1997 | Лучший телефильм | Если бы стены могли говорить | Номинация | [ 12 ] |

### Премия «Золотой глобус»
| Год  | Номинация                                       | Работа                       | Результат | Ист.   |
| ---- | ----------------------------------------------- | ---------------------------- | --------- | ------ |
| 1991 | Лучшая женскую роль — комедия или мюзикл        | Привидение                   | Номинация | [ 7 ]  |
| 1997 | Лучшая женская роль — мини-сериал или телефильм | Если бы стены могли говорить | Номинация | [ 11 ] |
| 1997 | Лучший мини-сериал или телефильм                | Если бы стены могли говорить | Номинация | [ 21 ] |
| 2025 | Лучшая женскую роль — комедия или мюзикл        | Субстанция                   | Победа    | [ 22 ] |

### Премия Гильдии киноактёров США
| Год  | Номинация                              | Работа     | Результат | Ист.   |
| ---- | -------------------------------------- | ---------- | --------- | ------ |
| 2007 | Лучший актёрский состав в игровом кино | Бобби      | Номинация | [ 14 ] |
| 2025 | Лучшая женская роль                    | Субстанция | Победа    | [ 23 ] |

## Награды критиков
| Награда                                            | Год  | Категория                        | Работа       | Результат    | Ист.   |
| -------------------------------------------------- | ---- | -------------------------------- | ------------ | ------------ | ------ |
| Альянс женщин-киножурналистов                      | 2024 | Лучшая женская роль              | Субстанция   | Номинация    | [ 24 ] |
| Ассоциация кинокритиков Центрального Огайо         | 2012 | Лучший актёрский ансамбль        | Предел риска | Номинация    | [ 25 ] |
| Ассоциация кинокритиков Колумбуса                  | 2024 | Лучшая главная роль              | Субстанция   | Победа       | [ 26 ] |
| Chicago Film Critics Association                   | 2024 | Лучшая женская роль              | Субстанция   | Номинация    | [ 27 ] |
| Ассоциация кинокритиков Далласа и Форт–Уэрта       | 2024 | Лучшая женская роль              | Субстанция   | Второе место | [ 28 ] |
| Общество кинокритиков Детройта                     | 2012 | Лучшая женская роль              | Предел риска | Номинация    | [ 29 ] |
| Dorian Awards                                      | 2025 | Лучшие выступление в фильме года | Субстанция   | Победа       | [ 30 ] |
| Ассоциация киножурналистов штата Индиана           | 2024 | Лучшая главная роль              | Субстанция   | Победа       | [ 31 ] |
| Международное общество киноманов                   | 2025 | Лучшая женская роль              | Субстанция   | Номинация    | [ 32 ] |
| Кружок кинокритиков Канзас-Сити                    | 2024 | Лучшая женская роль              | Субстанция   | Победа       | [ 33 ] |
| Общество кинокритиков Лас-Вегаса                   | 2024 | Лучшая женская роль              | Субстанция   | Номинация    | [ 34 ] |
| Премия Лондонской ассоциации кинокритиков          | 2024 | Актриса года                     | Субстанция   | Номинация    | [ 35 ] |
| Ассоциация кинокритиков Лос-Анджелеса              | 2024 | Лучшая главная роль              | Субстанция   | Второе место | [ 36 ] |
| Гильдия кинокритиков Мичигана                      | 2024 | Лучшая женская роль              | Субстанция   | Номинация    | [ 37 ] |
| Онлайн кинокритики Нью-Йорка                       | 2024 | Лучшая женская роль              | Субстанция   | Второе место | [ 38 ] |
| Кружок кинокритиков Филадельфии                    | 2024 | Лучшая женская роль              | Субстанция   | Второе место | [ 39 ] |
| Круг критиков Феникса                              | 2024 | Лучшая женская роль              | Субстанция   | Номинация    | [ 40 ] |
| Общество кинокритиков Финикса                      | 2011 | Лучший актёрский ансамбль        | Предел риска | Номинация    | [ 41 ] |
| Общество кинокритиков Сан-Диего                    | 2024 | Лучшая женская роль              | Субстанция   | Номинация    | [ 42 ] |
| Общество кинокритиков Сиэтла                       | 2024 | Лучшая женская роль              | Субстанция   | Номинация    | [ 43 ] |
| Юго-Восточная ассоциация кинокритиков              | 2024 | Лучшая женская роль              | Субстанция   | Второе место | [ 44 ] |
| Ассоциация кинокритиков Сент-Луиса                 | 2024 | Лучшая женская роль              | Субстанция   | Номинация    | [ 45 ] |
| Ассоциация кинокритиков Торонто                    | 2024 | Лучшая главная роль              | Субстанция   | Второе место | [ 46 ] |
| Ассоциация кинокритиков Великобритании             | 2024 | Лучшая женская роль              | Субстанция   | Победа       | [ 47 ] |
| Круг кинокритиков Ванкувера                        | 2024 | Лучшая женская роль              | Субстанция   | Номинация    | [ 48 ] |
| Ассоциация кинокритиков Вашингтона, округ Колумбия | 2024 | Лучшая женская роль              | Субстанция   | Номинация    | [ 49 ] |

## Другие награды и номинации
| Награда                                       | Год  | Категория                                         | Работа                          | Результат | Ист.          |
| --------------------------------------------- | ---- | ------------------------------------------------- | ------------------------------- | --------- | ------------- |
| AARP Movies for Grownups Awards               | 2025 | Лучшая женская роль                               | The Substance                   | Победа    | [ 50 ]        |
| Astra Film Awards                             | 2025 | Лучшая женская роль                               | The Substance                   | Номинация | [ 51 ]        |
| Astra Film Awards                             | 2025 | Лучшее выступление в хоррор триллере              | The Substance                   | Номинация | [ 51 ]        |
| Французская синематека                        | 2024 | За достижения в карьере                           | н/д                             | Почётная  | [ 52 ] [ 53 ] |
| Премия Гильдии режиссёров Америки             | 2012 | Выдающаяся режиссура — мини-сериал или телефильм  | Five                            | Номинация | [ 54 ]        |
| Премия «Готэм»                                | 2011 | Лучшее выступление актёрского ансамбля            | Margin Call                     | Номинация | [ 55 ]        |
| Премия «Готэм»                                | 2024 | Лучшая главная роль                               | The Substance                   | Номинация | [ 56 ]        |
| Международный кинофестиваль в Хэмптоне        | 2024 | За достижения в карьере                           | н/д                             | Почётная  | [ 57 ]        |
| Hollywood Film Awards                         | 2006 | Ансамбль года                                     | Bobby                           | Победа    | [ 58 ]        |
| Премия «Независимый дух»                      | 2012 | Приз Роберта Олтмена                              | Margin Call                     | Победа    | [ 15 ]        |
| Премия «Независимый дух»                      | 2025 | Лучшая главная роль                               | The Substance                   | Номинация | [ 59 ]        |
| Премия Ирландской академии кино и телевидения | 2025 | Лучшая международная актриса                      | The Substance                   | Победа    | [ 60 ]        |
| MTV Movie & TV Awards                         | 1993 | Лучшее женское выступление                        | A Few Good Men                  | Номинация | [ 61 ]        |
| MTV Movie & TV Awards                         | 1994 | Лучшее женское выступление                        | Indecent Proposal               | Номинация | [ 62 ]        |
| MTV Movie & TV Awards                         | 1994 | Лучший поцелуй                                    | Indecent Proposal               | Победа    | [ 62 ]        |
| MTV Movie & TV Awards                         | 1994 | Лучший поцелуй                                    | Indecent Proposal               | Номинация | [ 62 ]        |
| MTV Movie & TV Awards                         | 1995 | Лучший поцелуй                                    | Disclosure                      | Номинация | [ 63 ]        |
| MTV Movie & TV Awards                         | 1995 | Лучший злодей                                     | Disclosure                      | Номинация | [ 63 ]        |
| MTV Movie & TV Awards                         | 1996 | Лучший поцелуй                                    | The Scarlet Letter              | Номинация | [ 64 ]        |
| MTV Movie & TV Awards                         | 1998 | Лучший бой                                        | G.I. Jane                       | Номинация | [ 65 ]        |
| MTV Movie & TV Awards                         | 2004 | Лучший злодей                                     | Charlie's Angels: Full Throttle | Номинация | [ 66 ]        |
| People's Choice Awards                        | 1993 | Любимая актриса в кино                            | A Few Good Men                  | Номинация | [ 67 ]        |
| People's Choice Awards                        | 1993 | Любимая актриса в драматическом фильме            | A Few Good Men                  | Победа    | [ 67 ]        |
| People's Choice Awards                        | 1996 | Любимая актриса в драматическом фильме            | The Scarlet Letter              | Номинация | [ 68 ]        |
| Премия «Спутник»                              | 2025 | Лучшая женская роль                               | The Substance                   | Победа    | [ 69 ]        |
| Премия «Сатурн»                               | 1991 | Лучшая женская роль                               | Ghost                           | Победа    | [ 70 ]        |
| Премия «Сатурн»                               | 2025 | Лучшая женская роль                               | The Substance                   | Победа    | [ 71 ]        |
| Кинофестиваль в Саванне                       | 2024 | Икона                                             | н/д                             | Победа    | [ 72 ]        |
| SFFILM                                        | 2024 | Премия Марии Манетти Шрем за актерское мастерство | н/д                             | Почётная  | [ 73 ]        |
| ShoWest Convention                            | 1995 | Женщина-звезда года                               | н/д                             | Победа    | [ 74 ]        |